# Maillot des As
Le Maillot des As est un ancien championnat de cyclisme par points, récompensant le meilleur coureur d'une saison, en Normandie.
Ce championnat voit le jour en 1946 à l'initiative du quotidien régional Paris Normandie, pour relancer le cyclisme normand après la Seconde Guerre mondiale.

## Palmarès
- 1946 : Roland Lemoine
- 1947 : Yvan Marie
- 1948 : Yvan Marie
- 1949 : Roger Creton
- 1950 : André Gallis
- 1951 : André Rouille
- 1952 : René Volet
- 1953 : Jacques Anquetil
- 1954 : Gabriel Jarrige
- 1955 : Roland Marais
- 1956 : Gabriel Jarrige
- 1957 : Félix Lebuhotel
- 1958 : Élie Lefranc
- 1959 : André Amy
- 1960 : André Cloarec
- 1961 : Jean Jourden
- 1962 : Élie Lefranc
- 1963 : Francis Bazire
- 1964 : Jean-Claude Wuillemin
- 1965 : Élie Lefranc
- 1966 : Daniel Ducreux
- 1967 : Élie Lefranc
- 1968 : Jacky Chan Tsin
- 1969 : Charles Rouxel
- 1970 : Michel Lemaignan
- 1971 :
- 1972 : J. Hardy
- 1973 : J. Hardy
- 1974 :
- 1975 :
- 1976 :
- 1977 :
- 1978 :
- 1980 :
- 1981 :  Carlin
- 1982 :
- 1983 : Philippe Bouvatier
- 1985 : Philippe Bouvatier

## Maillot des Jeunes
Un classement complémentaire est réservé aux jeunes coureurs. Il comprend une épreuve départementale dans chaque département normand en mars, plus quatre épreuves régionales (lors de la première épreuve régionale, le plus jeune vainqueur de la départementale part avec le maillot de leader), une finale contre-la-montre réunit les 15 premiers de classement général et a lieu le 14 juillet en Haute-Normandie avec des points doublés. 
- 1947 : Bernard de Pierrepont[1]
- 1948 : Pierre Michel
- 1949 : Louis Outrequin
- 1950 : Claude Le Ber
- 1951 : Jacques Anquetil
- 1952 : Alphonse Legagneur
- 1953 : Jacques Ricque
- 1954 : Gérard Saint
- 1955 : André Cloarec
- 1956 : Marc Huiart
- 1957 : Jean-Claude Lebaube
- 1958 : Dominique Motte
- 1959 : Francis Bazire
- 1960 : Michel Faye
- 1961 : Jean Jourden
- 1962 : Jean-Claude Wuillemin
- 1963 : Alain Dengreville
- 1964 : Gérard Lebertois
- 1965 : Peter Hill (en)
- 1966 : Claude Lechatellier
- 1967 : Patrice Testier
- 1968 : Joël Hauvieux
- 1969 : Philippe Lebas
- 1970 :              Vasseur
- 1971 :              Lefevre
- 1972 : Jean-Michel Avril
- 1973 : J           Hardy
- 1974 : Yves Carbonnier
- 1975 :             Colin Tickner
- 1976 :             Fossard
- 1977 : Roland Gaucher
- 1978 :
- 1979 :
- 1980 :
- 1981 : Claude Carlin
- 1982 : Philippe Bouvatier
- 1983 : Philippe Bos
- 1984 : Émile Bredel
- 1985 : Philippe Goubin
- 1986 : Reynal Bos
- 1987 : Sylvain Chartier
- 1988 : Christophe Chatel
- 1989 : Blériot
- 1990 : Laurent Genty
- 1991 : Charles Guilbert
- 1992 : Mickaël Thierry
- 1993 : Guillaume Lejeune ; Regis Yon
- 1994 : Régis Yon ; Guillaume Lejeune
- 1995 : Franck  Pencolé
- 1996 : Samuel Renaux
- 1997 : Tony Cavet
- 1998 : Bulot
- 1999 : David Bréard
- 2000 : Frédéric Lubach
- 2001 : Denis Caprais
- 2002 : Éric Trokimo
- 2003 : Gaylord Cumont ; JM Avril
- 2004 : Emmanuel Fontaine
- 2005 : J Marie Avril
- 2006 :  Steve Houanard
- 2007 :
- 2008 :              Beaumais
- 2009 :             Taillefer
- 2010 :               Huché
- 2011 :
- 2012 :
- 2013 :
- 2014 :
- 2015 :
- 2016 :
- 2017 :
- 2018 :
- 2019 :